# Taivalsaari (ö i Norra Savolax, Kuopio)
Taivalsaari är en ö i Finland. Den ligger i sjön Suvasvesi och i kommunen Kuopio i den ekonomiska regionen  Kuopio ekonomiska region  och landskapet Norra Savolax, i den centrala delen av landet, 300 km nordost om huvudstaden Helsingfors. Öns area är 4 hektar och dess största längd är 390 meter i sydöst-nordvästlig riktning.